# HD 22409
HD 22409，又名BD-11 696，SAO 149057、HR 1098，是一颗恒星，视星等为5.57，位于銀經198.66，銀緯-48.26，其B1900.0坐标为赤經3h 31m 11.7s，赤緯-11° -48.26′ 41″。